# Harmony (GAN BA RUN DA CLUB のアルバム)
『Harmony』（ハーモニー）は宇佐元恭一・国安修二・簔谷雅彦（現・みのや雅彦）の3人によるバンドGAN-BA-RUN-DA CLUBの唯一のアルバム。

## 解説
1986年1月5日に大阪厚生年金会館で宇佐元恭一・国安修二・簔谷雅彦によるジョイントライブが開催される。このライブは、元々決まっていた同会場でのコンサートがキャンセルとなり、その穴埋めの形として急遽開催された物であったが、ほぼ満席となり好調な動員であった。この好調を契機に、宇佐元・国安・簑谷が意気投合。ユニット名を「GAN-BA-RUN-DA CLUB」として、全国各地でのホールコンサートやシングルレコードのリリースを行う。そして、活動の集大成として、レコード会社や所属事務所の垣根を越えて発売されたアルバムである。

## 批評
『CDジャーナル』は、「屈託のなさと陽気さのなかで人知れず憂いをかみしめるひまもなく恋をしたり踊ったりするにはもってこいの若者たちにとっては三原山と青山の花火大会が同様のイベントに仕上がる。でもそれでいいんだよね。なんたって愛があるんだから、と勇気づける快作。」と批評した。

## 収録曲
- 全編曲:中村哲（特記以外）

1. Downtown Rhapsody
作詞・作曲:宇佐元恭一・国安修二・簔谷雅彦
ボーカル:宇佐元恭一・国安修二・簑谷雅彦
  - フジテレビ系「OIOI LIFE SIZE T.V. COMPASS」オープニングテーマ
2. Hurt
作詞:川村真澄 作曲:簑谷雅彦
ボーカル:簑谷雅彦
3. Winter Song
作詞:川村真澄 作曲:国安修二
ボーカル:国安修二
4. Christmas White
作詞・作曲:宇佐元恭一 編曲:小林信吾
ボーカル:宇佐元恭一
5. All We Need is Love
作詞・作曲:宇佐元恭一・国安修二・簑谷雅彦
ボーカル:宇佐元恭一・国安修二・簑谷雅彦
  - 先行シングル。
6. Samba de GAN-BA (インストゥルメンタル)
作曲:宇佐元恭一
7. Ruled Paradise
作詞:川村真澄 作曲:国安修二 編曲:鷺巣詩郎
ボーカル:国安修二
8. Realize
作詞:川村真澄 作曲:簑谷雅彦 編曲:鷺巣詩郎
ボーカル:簑谷雅彦
9. Believe in Magic
作詞:庄司明弘 作曲:宇佐元恭一 編曲:小林信吾
ボーカル:宇佐元恭一
10. Samba de GAN-BA (Reprise) (インストゥルメンタル)
作曲:宇佐元恭一

## MUSICIANS
- SYNTHESIZER:中村哲(1,2,5,6,7),鷺巣詩郎(3,8)
- GUITAR:今剛(1-3,7,8),北島健二(5)
- ELECTRIC GUITAR:堀越康(4,9)
- BASS GUITAR:伊藤広規(1,2),美久月千晴(3,8),松原秀樹(4,5,9),富倉安生(6,7)
- DRUMS:山木秀夫(1-3,8),岡本郭男(4,9),長谷部徹(5),青山純(6,7)
- KEYBOARD:山田秀俊(3,8),小林信吾(4,9)
- OPERATOR:迫田到(1,2,5,7)
- PERCUSSION:斉藤ノブ(2,3),浜口茂外也(5)
- SAX:中村哲(2,5)
- TRUMPET:兼崎順一(1,5,6)
- TROMBONE:早川隆章(1,5,6)
- REED:ジェイク・コンセプション(2,3)
- STRINGS:加藤ジョーグループ
- CHORUS:木戸やすひろ(1),比山清(1),広谷順子(1,5,8),平塚文子(1,5),下成佐登子(5,8)
- BACKGROUND VOCAL:GAN-BA-RUN-DA CLUB(2,7,9),木戸やすひろ(9),大塚修司(9)
- NARRATION & DJ:Mykel(6,10)